# 마미야 린조

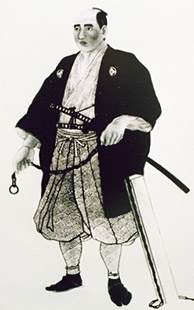

마미야 린조(일본어: 間宮 林蔵: 1780년 - 1844년 4월 13일[천보 15년 음력 2월 26일])는 에도시대 후기의 어정번이다.
카라후토(사할린섬)가 섬이라는 것을 확인하고 타타르 해협(일본 이름 마미야 해협)을 발견했다. 콘도 쥬조(近藤重蔵), 히라야마 코조(平山行蔵)와 함께 “문정의 삼조(三蔵)”라 불렸다.
히타치국 츠쿠바군 가미히라야나기촌(현재의 이바라키현 츠쿠바미라이시)의 코카이강변에서 농민의 자식으로 태어났다.  원래 이름은 토모무네(倫宗). 전국시대에 후호조씨를 섬긴 우타 겐지 사사키씨의 방계인 사사게성주 마미야 야스토시의 후손이지만, 마미야 린조가 태어났을 때는 집안이 영락하여 농민이 되어 있었다.
당시 에도막부는 토네강 동천사업을 시행하고 있었는데, 마미야 리조가 태어난 곳 근처에서 관동 3대 보 가운데 하나인 오카 보의 보청(普請: 토목공사)이 이루어지고 있었다. 이 작업에 참여한 마미야는 막신(幕臣) 무라카미 시마노죠에게 지리와 산술의 재능을 보여 막부의 하역인(下役人)으로 발탁되었다.
관정 11년(서기 1799년), 국후장소(国後場所)에 파견되어 먼저 와 있던 이노 타다타카에게 측량기술을 배웠고, 향화 3년(서기 1803년) 서에조치(오호츠크해안)를 측량하고 오늘날의 우루프섬까지 지도를 작성했다.
문화 4년(서기 1807년), 에로토후섬의 샤나군회소에서 근무하고 있을 때, 막부로부터 통상 요구를 거절당한 니콜라이 레자노프가 부하 니콜라이 치보스토프를 보내 에로토후섬을 습격하게 한 문화 노구 사건에 휘말렸다. 마미야는 철저항전을 주장했으나 받아들여지지 않아 섬을 버리고 철수했다. 이후 다른 막리(幕吏)들이 책임을 추궁당해 처벌받는 가운데 마미야는 항전을 주장한 것이 참작되어 불문에 부쳐졌다.
문화 5년(1808년), 막부의 명에 따라 막신 마츠다 덴쥬로를 수행하여 카라후토를 탐색했다. 카라후토 남단의 시라누시(혼토군 고니촌)에서 아이누인 종자를 고용해 마츠다는 서안을 따라, 마미야는 동안을 따라 북상하며 카라후토를 탐색했다. 마미야는 타라이카만안(치리에군 치리에촌)까지 북상했으나, 더 이상 북상하기 어려웠기 때문에 다시 남하하여 섬의 동서폭이 가장 좁아지는 마누이(사카에하마군 시라누이촌)에서 섬을 횡단하여 서안의 큐슌나이(큐슌나이군 큐슌나이촌)들 따라 북상, 북카라후토 서안의 노테토에서 마츠다와 합류했다.
마미야는 아이누어를 꽤 할 수 있었으나, 카라후토 북부에는 아이누어가 통하지 않는 민족(오록코)이 살고 있음을 발견, 그 생활상을 기록으로 남겼다. 마츠다와 마미야는 북카라후토 서안의 락카에 이르러 카라후토가 섬일 것이라는 추측을 얻고 그곳에 “대일본국 국경” 표주를 세우고 문화 6년 6월(서기 1809년 7월) 소야군으로 귀환했다. 조사보고서를 제출한 마미야는 다음 달 다시 오지 탐색을 요청했고, 받아들여지자 단신으로 카라후토로 향했다.
마미야는 현지에서 아이누인 종자를 고용하여 다시 서안을 따라 북상해 1차 탐색 때보다 더 북쪽으로 나아가 아무르강(흑룡강) 하구 건너편의 나니오까지 도달하여 카라후토가 반도가 아닌 섬임을 확인하였다. 마미야는 북카라후토에 거주하는 길랴크인(니브흐인)에게 해협 너머 흑룡강 하구 마을 데렌(오늘날의 러시아 연방 노보일리놉카)에 청나라 관공서가 존재한다는 이야기를 듣고 그것을 확인할 겸, 그리고 러시아 제국의 동향을 살필 겸 길랴크인들과 함께 해협을 건너가 흑룡강 하류를 조사했다. 이는 엄밀히 말해 쇄국을 깨는 것으로서 죽을 죄에 해당하는 것이었다.  마미야의 흑룡강 하류 탐험 기록은 『동달지방기행(東韃地方紀行)』이라는 책으로 남아 있으며, 이 시점까지 러시아 제국이 극동을 제대로 지배하지 못하고 청나라 사람이 많이 남아 있는 상황이었음을 알 수 있다.
마미야 린조는 카라후토가 섬임을 확인한 인물로 인정받았고, 필리프 프란츠 폰 지볼트는 나중에 작성한 일본 지도에서 카라후토와 유라시아대륙 사이의 해협이 가장 좁아지는 곳을 “마미야노 세토”로 명명했다. 다만 해협 자체는 “타타르 해협”이라고 기재했다.
북카라후토 탐색을 마친 마미야는 문화 6년 9월 말(서기 1809년 11월) 소야군으로 귀환하여 11월에는 마츠마에봉행소에 출두해 탐험 경과를 보고했다. 마츠마에에서 보고서 작성에 착수하여 무라카미 시마노죠의 양자 무라카미 사다스케(村上貞助)에게 구술을 필기하게 하고, 『동달지방기행』, 『북이분계여화(北夷分界余話)』로 정리하여 문화 8년(1811년) 1월 에도로 가서 지도와 함께 막부에 제출하였다. 에도에서 마미야는 이노 타다타카의 저택에 드나들며 측량기능을 향상시키는 데 힘썼다.
문화 8년(서기 1811년) 4월 마츠마에봉행소의 지배조역(支配調役) 하역격(下役格)으로 승진하고, 같은 해 12월 골로프닌 사건 조사를 위해 마츠마에에 파견되었다.
문정 5년(서기 1822년)에는 보청역(普請役)이 되었다. 문정 11년(1828년)에는 감정봉행 무라가키 사다유키의 부하가 되어 전국 각지를 사찰하는 첩보활동에 종사했다. 이 때 이와미 하마다번의 밀무역 실태를 파악해 오사카정봉행 야베 사다노리에게 보고하여 검거에 이르게 하는(다케시마 사건) 등의 활동에 종사했다. 또 같은 해에 지볼트 사건이 있었다.
탐험을 통해 에조・카라후토 방면과 바다에 대한 풍부한 지식・식견을 쌓은 것이 높이 평가되어 노중 오오쿠보 타다자네에게 중용되었으며, 카와지 토시아키라・에가와 히데타츠 등과도 친교가 있었다. 또한 당시 에조 지배를 획책하던 미토번주 도쿠가와 나리아키의 초청을 받아 미토번저에 출입하여 나리아키에게 헌책을 하기도 했고, 미토번사 후지타 토코 등과도 교류하였다.
만년에는 신체가 쇠약해져 첩보원 활동이 불가능해졌다. 천보 15년 2월 26일(서기 1844년 4월 13일) 에도에서 죽었다. 매독이 사인이라는 설도 있다. 아이누 여성과 사이에서 낳은 아들이 있어 현재도 북해도에 그 자손들이 있으나, 문중의 가독은 양자 마미야 테츠지로가 상속했다.
1904년(명치 37년) 4월 22일 정5위 품계가 추서되었다.

## 같이 보기
- 니콜라이 레자노프
- 필리프 프란츠 폰 지볼트
- 사할린섬
- 타타르 해협
- 소야곶